# Ermenegildo Francesconi
Ermenegildo Daniele Francesconi (in tedesco Hermenegild Ritter von Francesconi; Cordignano, 9 ottobre 1795 – Cordignano, 8 giugno 1862) è stato un ingegnere e funzionario italiano, al servizio dell'Impero austriaco nella costruzione di opere idrauliche, ferrovie e strade.

## Biografia
Figlio di Giovanni Battista e Caterina Carolli, nacque in una famiglia benestante: da almeno quattro generazioni i Francesconi erano fattori della grande azienda dei Mocenigo "di San Stae" che aveva sede nel palazzo Belvedere di Villa di Villa; con il tempo si erano arricchiti, accumulando beni immobiliari sparsi nella zona di confine fra il Trevigiano e il Friuli, ma il cospicuo patrimonio venne drasticamente ridimensionato in epoca napoleonica a causa di alcune scelte speculative poco accorte.
Dopo aver studiato a Padova presso lo zio Daniele, docente dell'università, nel 1811 passò alla Scuola militare di artiglieria e genio Modena e ne uscì nel 1815 con il grado di sottotenente del genio. Frattanto all'amministrazione francese si era succeduto il regno Lombardo-Veneto: per cinque anni fu inquadrato nel corpo ufficiali dell'esercito imperiale, lavorando a varie opere di fortificazione, in particolare a Rastadt; nel 1818 divenne tenente.
Nel 1820 tornò nel paese natale per aiutare il padre nella gestione dei beni Mocenigo. Nello stesso anno sposo la baronessa Leopoldine Faes von Tiefenthal dalla quale avrebbe avuto tre figlie. Nel 1822 morì il padre e il Francesconi, lasciata l'amministrazione dell'azienda a uno zio, si trasferì a Venezia per lavorare nel genio civile in qualità di consigliere di sezione.
Inizialmente si occupò della costruzione di strade: dal 1823 al 1830 fu impegnato con Giuseppe Malvolti nella ricostruzione della strada d'Alemagna; nel 1827 fu nominato ispettore capo per il Friuli e due anni dopo si dedicò alla Pontebbana nel tratto tra Udine e Pontebba. Nello stesso periodo si distinse nella costruzione di alcune opere idrauliche, come gli argini del Tagliamento a Latisana e del Po a Castelmassa, sicché nel 1829 venne inviato a Vienna per progettare la regolazione del Danubio presso Bratislava. Nel 1831 fu approvata la sua proposta di sistemazione dello stesso fiume a Vienna; i lavori si svolsero l'anno successivo e videro, fra l'altro, il prolungamento del Donaukanal.
Nel 1832 fu nominato geometra della Corona e consigliere aulico, quindi si cimentò sulla regolazione del Danubio a Budapest e dell'Isonzo a Pieris. Contribuì anche al miglioramento dei porti di Trieste, Venezia e Fiume e progettò la diga del porto di Malamocco. Nel 1839-1841 costruì la strada del Semmering e nel 1841 partecipò alla direzione dei lavori dell'acquedotto "Kaiser Ferdinand" di Vienna.
Sin dal 1836, inoltre, fu impegnato nella realizzazione delle prime ferrovie dell'Impero austriaco. Concepì la linea Vienna-Bochnia per lo Stato, ma lavorò anche per società private (fu tra l'altro direttore tecnico della Ferrovia del Nord). Nel 1842 fu nominato direttore generale delle ferrovie statali austriache, quindi fu incaricato di redigere i piani del sistema ferroviario, tenendo conto della rete statale preesistente e delle linee private.
Nel 1847 la sua carriera raggiunse il culmine con la creazione di cavaliere dell'Impero. Tuttavia, da questo momento cominciò anche a perdere prestigio e perse le competenze relative alla sua carica; nel 1848 rassegnò le dimensioni da direttore generale, forse a causa della partecipazione del cugino Daniele ai moti di quell'anno.
Nel 1850 tornò in servizio come ispettore delle Ferrovie Imperiali e nel 1856 fu nominato ispettore generale della Ferrovia del Nord.
Affetto, dal 1858, da una malattia cardiaca, morì nella casa di famiglia dove soggiornava per godere di un clima più salubre.